# Minuartia pauciflora
Minuartia pauciflora är en nejlikväxtart som först beskrevs av Pál Kitaibel, och fick sitt nu gällande namn av Dvoráková. Minuartia pauciflora ingår i släktet nörlar, och familjen nejlikväxter. Inga underarter finns listade i Catalogue of Life.